# 哈爾頓城堡
哈爾頓城堡（英語：Halton Castle）是位於英國柴郡城鎮朗科恩的一座城堡。城堡建在哈爾頓山上。哈爾頓城堡是英格蘭遺產及英國一級保護建築。哈爾頓城堡現在仍然由蘭開斯特公爵所有。哈爾頓城堡目前除了遺跡部分之外的建築用作公用。

## 外部連結
- Halton Castle（页面存档备份，存于） – official site at Norton Priory Museum, tour information